# Pinus armandii
Pinus armandii, el pino chino de Armand, es una especie arbórea de la familia de las Pináceas. Es originario de China, ocurriendo en el sur de Shanxi al oeste del sur de Gansu y al sur de Yunnan, con poblaciones externas en Anhui y Taiwán; también se extiende a corta distancia hacia el norte de Birmania. Crece a altitudes de 1000-3300 m, con las altitudes inferiores principalmente en la parte norte del área de distribución.

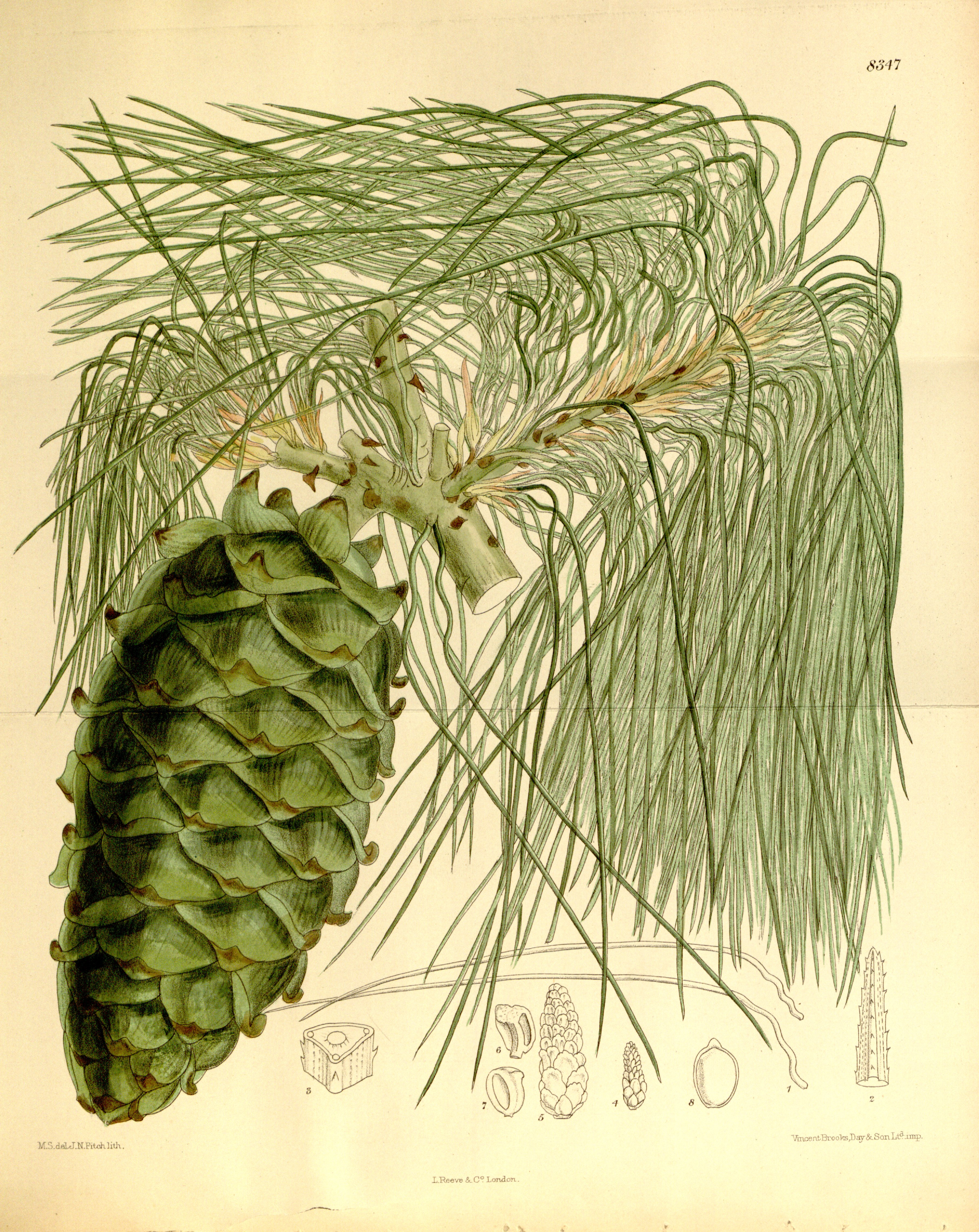
Ilustración

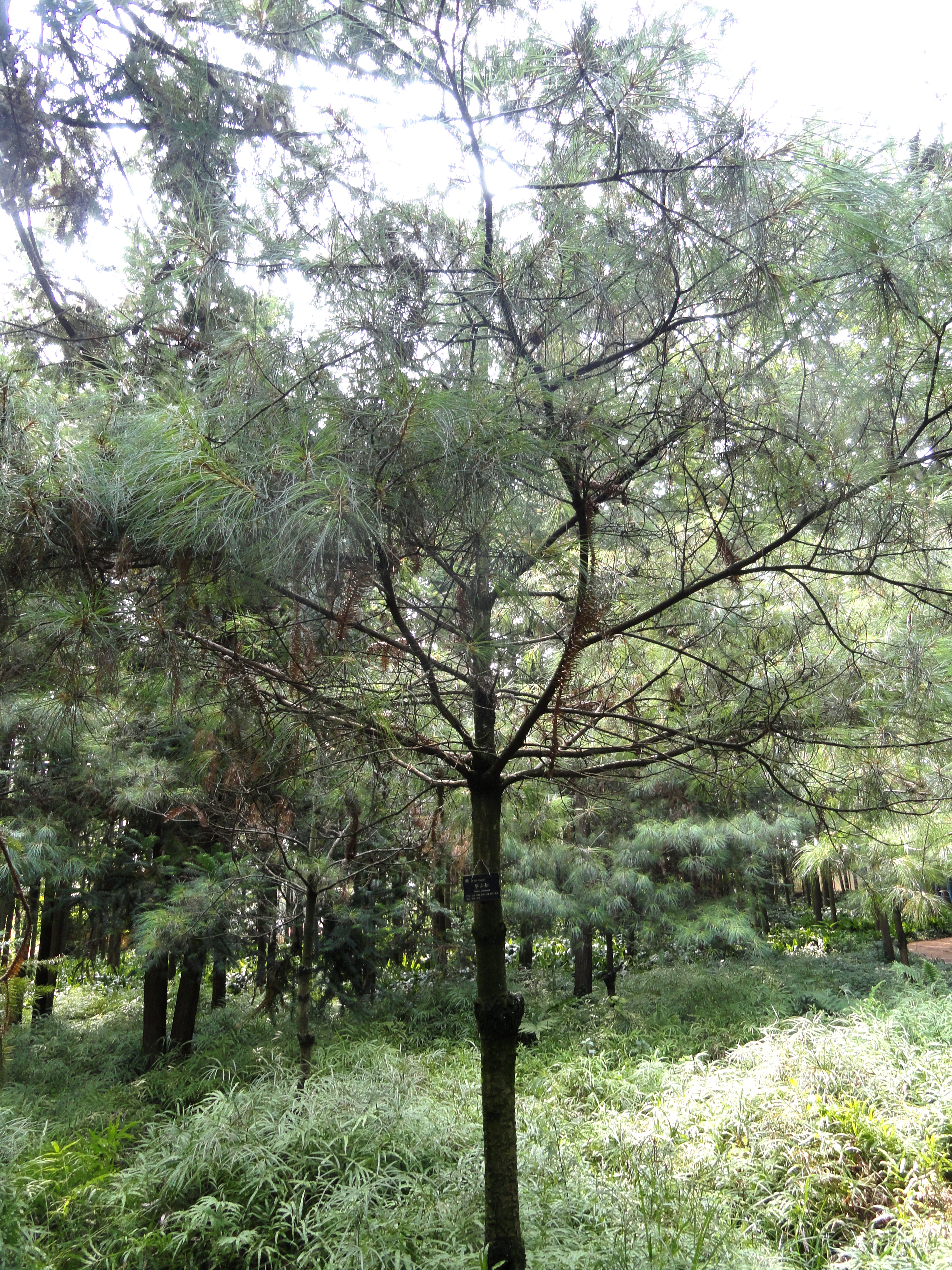
Vista del árbol

## Descripción
Es un árbol que alcanza los 25–40 m de altitud, y un diámetro en el tronco de 1,5 m. Es un miembro del grupo de los pinos blancos, Pinus subgénero Strobus, y como todos los miembros de ese grupo, las hojas ("acículas") están en fascículos (racimos) de cinco, con una vaina caducas. Tienen 8–20 cm de largo. Los estróbilos tienen 9–22 cm de largo y 6–8 cm de ancho, con escamas gruesas y rígidas. Las semillas son grandes, 10–16 mm de largo y sólo tiene vestigios de ala; son dispersadas por el cascanueces.
La especie tiene tres variedades:
- Pinus armandii var. armandii. Toda la cadena excepto las poblaciones indicadas abajo.
- Pinus armandii var. dabeshanensis. Las montañas Dabie en la frontera Anhui-Hubei.
- Pinus armandii var. mastersiana. Montañas del centro de Taiwán.

Las variedades dabeshanensis y mastersiana son incluidas ambas en la lista de especies en peligro.
El pino chino de Armand también ha sido registrado en el pasado de Hainan frente a la costa sur de China, y dos islas frente al sur del Japón, pero estos pinos difieren en una serie de rasgos y ahora son tratadas como una especie diferente, Pinus fenzeliana y Pinus amamiana respectivamente.

## Usos
Las semillas del pino chino de Armand son cosechadas y vendidas como piñones y la madera se usa para propósitos generales en la construcción; la especie es importante en plantaciones forestales en algunas partes de China. También se cultiva como un árbol ornamental en parque y grandes jardines en Europa y Norteamérica. El nombre científico conmemora al misionero y naturalista francés Armand David, quien primero se lo introdujo en Europa.

## Taxonomía
Pinus armandii fue descrita por Adrien René Franchet  y publicado en Nouvelles archives du muséum d'histoire naturelle, sér. 2, 7: 95, pl. 12. 1884.
Etimología
Pinus: nombre genérico dado en latín al pino.
armandii: epíteto
Sinonimia
- Pinus excelsa var. chinensis Patschke
- Pinus levis Lemée & H.Lév.
- Pinus scipioniformis Mast.[3][6]

var. dabeshanensis (W.C.Cheng & Y.W.Law) Silba
- Pinus dabeshanensis W.C.Cheng & Y.W.Law
- Pinus fenzeliana var. dabeshanensis (W.C.Cheng & Y.W.Law) L.K.Fu & Nan Li

var. mastersiana (Hayata) Hayata
- Pinus armandii subsp. mastersiana (Hayata) Businský
- Pinus mastersiana Hayata